# Het flodderwerk van Pief
Het flodderwerk van Pief is het elfde lange stripverhaal uit de reeks van Douwe Dabbert. Het is geschreven door Thom Roep en getekend door Piet Wijn. Het verhaal verscheen in 1984 in afleveringen in de Donald Duck. De eerste albumuitgave was in datzelfde jaar.
In dit verhaal worden de tovenaar Socratof en zijn zoon en tevens leerling-tovenaar Pief geïntroduceerd. In veel van de latere verhalen komen zij als vaste nevenpersonages terug, samen met nog een paar andere leden van dezelfde tovenaarsfamilie.

## Het verhaal
Douwe Dabbert komt tijdens zijn omzwervingen in een dorp terecht, waar men hem waarschuwt voor een gevaarlijk moeras in de buurt dat betoverd schijnt te zijn. Douwe kan zijn nieuwsgierigheid niet bedwingen en betreedt het moeras. Daar ziet hij een jongen die eruitziet als iemand van 12 of 13 jaar, die bijna het moeras in getrokken wordt door een monsterachtige vis. Douwe weet de vis te verjagen. De jongen stelt zich voor, hij heet Pief en is de zoon van de tovenaar Socratof. Ze wonen samen in een kasteel, dat zodanig is gecamoufleerd dat het er voor de buitenwereld uitziet als een ontoegankelijk moeras.
Pief stelt Douwe voor aan zijn vader en Douwe is als gast welkom op het kasteel. Met zijn toverknapzak zien ze hem bovendien als een collega. Zelf hebben ze een eigen woord voor de magische kunst: "fliffen". Pief kan nog niet zo goed fliffen; hij maakt bijvoorbeeld vaak fouten met het wijzigen van materie (waardoor de gewone vis die hij die morgen probeerde te vangen een monster werd) en met afstandsberekeningen. 
Socratof moet weg voor een vergadering op de maan, nadat hij Douwe heeft verteld over de moeilijkheden die hij vaak ervaart met het opvoeden van zijn zoon. Douwe wijst Socratof erop dat hij Pief best eens wat meer vrijheid mag geven. Nu Pief en Douwe alleen zijn, gaat Pief allerlei rare streken uithalen; zo wekt hij een voltallig leger middeleeuwse harnassen tot leven. Ook laat hij uit de zogeheten "levende boeken" allerlei gevaarlijke dieren uit de Afrikaanse jungle ontsnappen, evenals Sir Mordred die hen bijna aanvalt met zijn zwaard, en een reusachtig eenogig monster. De chaos wordt helemaal compleet als er een levend boek over oceanografie openvalt, waar de gehele Atlantische Oceaan uit dreigt te stromen. Douwe kan het boek weer dichtdoen, maar het halve kasteel staat dan al onder water. 
Pief moet nu alles weer in orde zien te fliffen voordat zijn vader terug is. Dit lukt net, maar Socratof blijkt alles toch al te weten wat er in zijn afwezigheid is gebeurd . Hij besluit het door te vingers te zien, aangezien zijn zoon blijkbaar toch al zo goed kan fliffen.
Socratof heeft bovendien Douwes raad opgevolgd om zijn zoon een wat minder strenge opvoeding te geven en meer plezier te gunnen; daarom heeft hij Piefs neef en nicht een tijdje ("een eeuwtje") te logeren gevraagd. Pief gaat aan een boomhut werken, dolblij dat hij van zijn vader eens een keer niet in de boeken hoeft te zitten. Douwe denkt dat zijn werk hier nu wel is gedaan en reist verder.

## Vervolg
Het volgende verhaal, De laatste plager, speelt zich voor een deel ook weer af op het slot van Socratof.